# نشر رومیزی

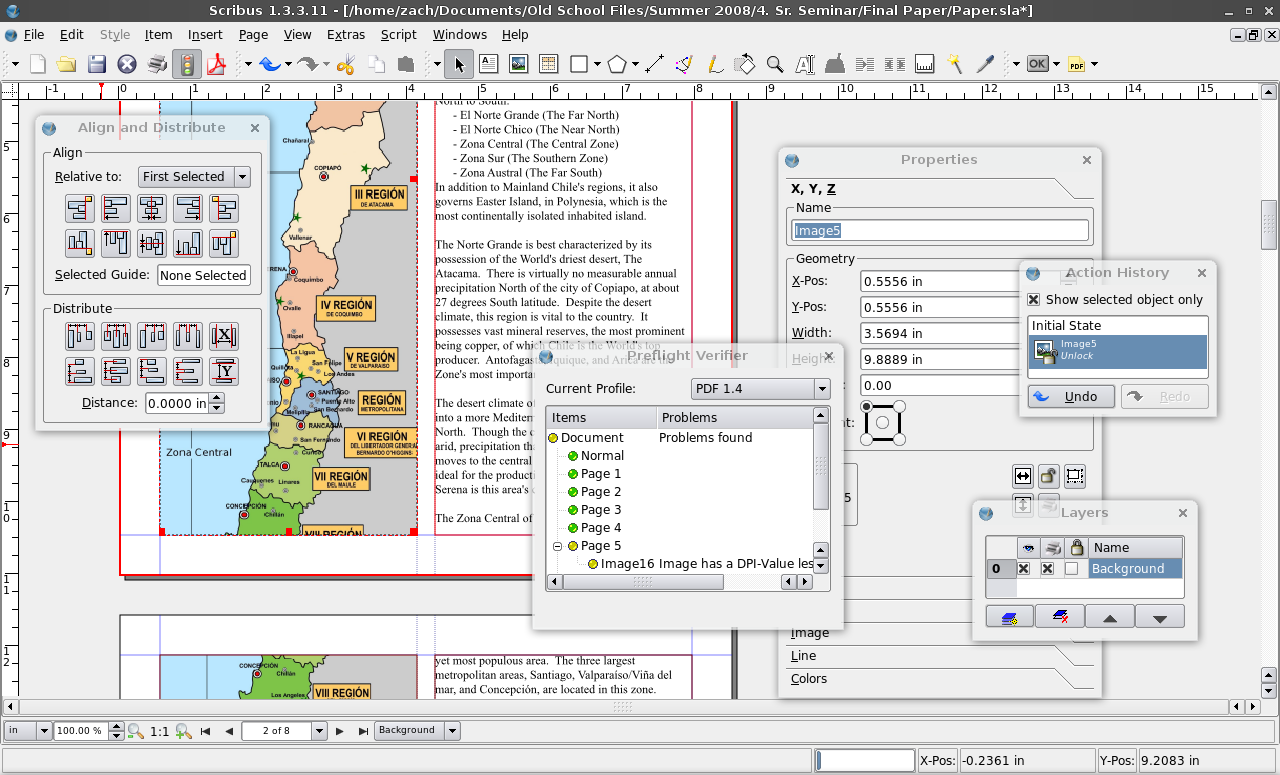
اسکرایبس، یک برنامه کامپیوتری متن باز در زمینه نشر رومیزی

نشر رومیزی بسیاری از فرایندهای اساسی نشر مانند حروفچینی، صفحه‌بندی، طراحی، و چاپ را با استفاده از یک رایانه و دستگاه‌های جانبی آن مانند نمایشگر، چاپگر، پویشگر، و نیز نرم‌افزارهای حروفچینی و گرافیکی انجام می‌دهد. در سال‌های اخیر و پس از ورود رایانه به صنعت نشر، نشر رومیزی رواج زیادی یافته‌است.
حاصل نهایی نشر رومیزی فیلم یا زینک است که قابل چاپ هستند.
- مزایا

با استفاده از تجهیزات نشر رومیزی می‌توان:
1. نشر شمارگان پایین کتاب، مجله و خبرنامه ناشران و سازمان‌ها را با سرعت و هزینه پایین انجام داد.
2. سازمان‌های دولتی و خصوصی، و مؤسسات علمی، فرهنگی، آموزشی، و دانشگاهی می‌توانند از آن برای تولید گزارش‌های علمی، فنی، و غیره استفاده کنند.

- مزایای فوق همراه با دسترسی بیشتر افراد به تجهیزات نشر رومیزی و سهولت استفاده از آن‌ها موجب رواج خودناشری شده‌است. بدان معنا که بسیاری از افراد، محققان، نویسندگان، سازمان‌ها، و شرکت‌های غیرحرفه‌ای می‌توانند آثار خود را با هزینه پایین و کیفیت مناسب منتشر کنند.

نشر الکترونیکی، نشر اینترنتی، و نشر چندرسانه‌ای اصطلاحات جدیدتری هستند که پس از نشر رومیزی رواج یافتند. برخلاف نشر رومیزی که خروجی آن بیشتر چاپی و کاغذی است خروجی انواع فوق فقط الکترونیکی است.
نشر رومیزی، کار چاپ و انتشارات را کوچک و روی یک میز کار جمع کرده‌است.
با امکانات نشر رومیزی می‌توان اثری را نوشت، اطلاعات آن را با منابع اطلاعاتی کنترل کرد و از صحت املای کلمات اطمینان یافت. همچنین می‌توان متن را صفحه آرایی و صفحه بندی کرد، تصویرها و نمودارها را حتی به صورت چند رنگ طراحی کرد، نمونه گرفت و تکثیر کرد و همه این کارها در اتاق کوچکی روی یک میز بدون رفت وآمد انجام می‌شود.